# Giorgio Molteni
Giorgio Molteni (* 20. Dezember 1949 in Loano) ist ein italienischer Filmregisseur und Drehbuchautor.

## Leben
Molteni schloss ein Studium der Soziologie an der Universität Trient ab und arbeitete ab 1975 als Volontär und Schnittassistent für den Film. 1982 debütierte er mit Un gusto molto particolare als Regisseur; das experimentelle Werk kam nicht in den regulären Verleih. Neben seiner Arbeit für die RAI, für die er Nachrichtensendungen und Dokumentationen herstellte, drehte er 1986 Aurelia, der beim Filmfestival von Locarno gezeigt wurde. Neben weiteren gelegentlichen Langfilmen stellte Molteni auch kurze Formate her. Im Fernsehen inszenierte er 1997/1998 die Soap Un posto al sole. Auch im neuen Jahrtausend wechselte er zwischen Leinwand (Terra rossa, 2001; Oggetti smarriti, 2010) und Arbeiten für den kleinen Bildschirm.

## Filmografie (Auswahl)
- 1982: Un gusto molto particolare
- 1986: Aurelia
- 2001: Terra rossa
- 2010: Oggi smarriti